# EA Sports Active
EA Sports Active es un videojuego desarrollado por EA Vancouver para la consola de Nintendo, la Wii. Fue lanzada el 19 de mayo de 2009 en Norteamérica. El juego viene con una pequeña bolsa para el Nunchuk y una banda de resistencia.
Se espera que sea el primer juego de la franquicia de EA Sports Active y relacionados. Una expansión, EA Sports Active More Workouts, fue lanzado el 17 de noviembre de 2009.
Su secuela, EA Sports Active 2.0, fue lanzada en noviembre de 2010.

## Jugabilidad
EA Sports Active es un juego de ejercicio que consiste en actividades que usan la detección del movimiento de la Wii. Jugado principalmente con el Wiimote, el paquete del juego incluye una bolsa que permite colocar el Nunchuk en la pierna para el seguimiento de los movimientos corporales de las extremidades. El Wii Balance Board también es compatible con el juego, pero no es un requisito.
El juego tiene un número de ejercicios supervisados por un entrenador personal virtual, incluyendo una rutina de 20 minutos, y un modo de desafíos de 30 Días, que permite a los jugadores proponerse metas, tales como bajar calorías, o un número de sesiones mientras se sigue el progreso con el paso del tiempo. La idea es que la pérdida de peso ocurrirá por sí sola si la meta de cuántas calorías a quemar se logra o se sobrepasa.
El juego también otorga trofeos al llegar a ciertos hitos, tales como acumular 10 horas de ejercicio totales, trabajando con un amigo, y completar todos los ejercicios en el desafío de 30 días.
Los jugadores también son animados a crear una rutina de ejercicio personalizada construida o de los ejercicios personales favoritas, o de la cantidad de calorías que se desea bajar, o hacer trabajar ciertas áreas del cuerpo. Para ayudar a que sea balanceado, un gráfico de porcentaje muestra cuánto de la rutina está especificada para las partes altas del cuerpo, para las extremidades inferiores, y para el corazón. La intensidad de la rutina puede ser cambiada alterando los niveles de dificultad de un ejercicio o de toda la rutina.

## Producción
Peter Moore, trabajador de la EA Sports, dijo que la EA Sports Active fue desarrollado pensando en el gran impacto en la cultura occidental que haría perder peso, comparado con el menor impacto en la cultura oriental, como ocurrió con Wii Fit. EA también vio muchas oportunidades de trabajo al crear un juego para personas que necesitan bajar de peso, pero no tienen tiempo o no se sienten cómodos al hacerlo en público.
El famoso entrenador personal Bob Greene estuvo involucrado en el desarrollo del juego.

## Recepción
EA Sports Active recibió generalmente reseñas positivas de sitios de reseñas de videojuegos y medios de comunicación.
Una de las mayores críticas en los foros de EA fue la falta de resistencia real supuestamente ofrecida por la banda elástica. Muchos se dieron cuenta de que estirar la banda sobre sí misma, sugerida por el tutorial del juego, no servía para aumentar la resistencia. Pero, las empuñaduras ofrecidas para la banda elástica pueden ser usadas con otras bandas elásticas, para aumentar la intensidad de los ejercicios de las partes altas del cuerpo.
EA mencionó que se vendieron más de 600.000 unidades a nivel mundial entre el 19 de mayo de 2009 y el 1 de junio de 2009, y 1.8 millón de unidades en tres meses. Es el juego de EA más vendido para la Wii.
La falta de opción para cambiar las opciones para los zurdos causó tristeza para algunos usuarios zurdos que compraron el juego, ya que este no decía que el juego era para diestros en el paquete.

## More Workouts
Luego del gran éxito que el juego recibió, EA Sports lanzó un paquete de expansión el 17 de noviembre de 2009 llamado EA Sports Active: More Workouts (en español: "EA Sports Active: Más Ejercicios"), tal y cual el nombre sugiere, agregó muchos nuevos ejercicios al programa.